# Tossal del Senyal
El Tossal del Senyal és una prominència de 997,2 metres que es troba al municipi de la Conca de Dalt, a la comarca del Pallars Jussà, a l'antic terme d'Hortoneda de la Conca, en l'àmbit de l'antic poble d'Herba-savina.
Està situat al vessant nord-oest del Gallinova, al nord-est d'Estobencs. És a la dreta de la llau d'Estobencs, al nord-est i a sota de la Pala del Moro i al nord-est del Tossalet.